# Ивелин Първанов
Ивелин Първанов Първанов е български писател и политик от партия „Възраждане“. Народен представител в XLVIII народно събрание.

## Биография
Ивелин Първанов е роден на 5 юни 1973 г. в град Плевен, Народна република България.
През 2012 г. е гост в предаването на Костадин Костадинов – „За българската нация“ по телевизия „СКАТ“. В периода 2013-2015 г. гостува три пъти в предаването „Час по България“.

## Политическа дейност

### Парламентарни избори през 2022 г.
На парламентарните избори през 2022 г. е кандидат за народен представител от листата на партия „Възраждане“, водач в 15 МИР Плевен. Избран е за народен представител.